# Narã-Sim da Acádia
Narã-Sim (em acádio: 𒀭𒈾𒊏𒄠𒀭𒂗𒍪; romaniz.: Naram-Sin; lit. "Amado de Sim) foi rei da Acádia, reinou de 2 255 a 2 218 a.C.. Ele seria o filho de Manistusu, que foi assassinado devido às conspirações, e foi sucedido por seu filho Sarcalisarri.

## Crônica de Quis
Segundo a Crônica de Quis, Narã-Sim era filho de Sargão. Verdadeiro ou falso, ele herdou do ex-jardineiro seu gênio administrativo e militar.

## Reinado

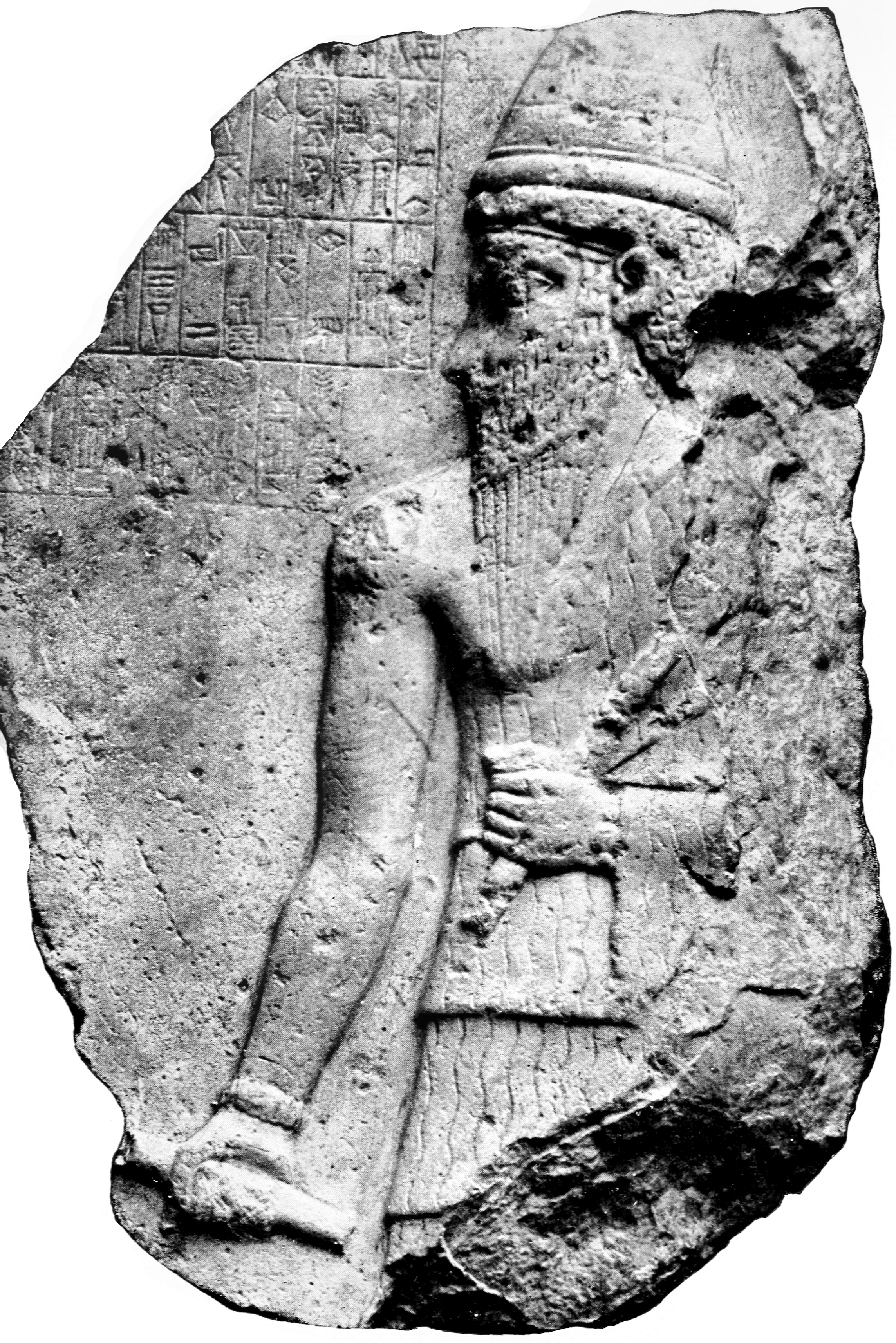
Relevo de Narã-Sim da Acádia.

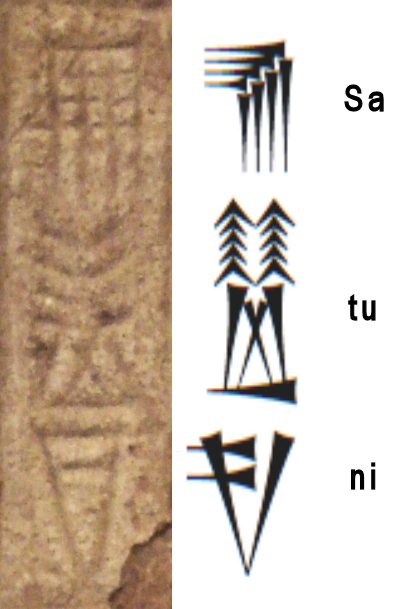
Inscrição de Satuni na estela da vitória de Narã-Sim.

Durante seu reinado, as artes floresceram, dos quais se destaca uma escultura, descoberta em Susã, celebrando uma de suas vitórias.
Inicialmente, Narã-Sim restaurou o domínio da Acádia sobre Ebla e a destruiu. Os arquivos de Ebla afirmam que o reino era o forte rival da Acádia. As maiores ameaças contra seu reino foram os semitas das montanhas, do nordeste da Babilônia, os gútios, de Cutu, e os Lulubu.
O império de Narã-Sim incluía a Suméria, a Acádia, Amurru, o norte da Palestina e parte do Elão. Ele também penetrou na Arábia, pelo Golfo Pérsico. Em uma de suas estelas ele é representado barbado e com traços semíticos, e ele foi deificado quando vivo, uma indicação da introdução de ideias estrangeiras, pois os sumérios não adoravam reis ou ancestrais.
Narã-Sim foi o último grande rei de sua dinastia. Logo após sua morte, o poder da Acádia esteve em decadência, e a cidade suméria de Uruque se tornou o centro do império.